# (38125) 1999 JG44
1999 JG44 (asteroide 38125) é um asteroide da cintura principal. Possui uma excentricidade de 0.13325830 e uma inclinação de 8.63022º.
Este asteroide foi descoberto no dia 10 de maio de 1999 por LINEAR em Socorro.